# Ain’t My Bitch
Ain’t My Bitch (englisch in diesem Fall für Nicht mein Problem) ist ein Lied der US-amerikanischen Metal-Band Metallica. Der Song erschien am 4. Juni 1996 auf ihrem sechsten Studioalbum Load und wurde am 3. Juli 1996 als Single zu Promotionszwecken aus diesem veröffentlicht.

## Inhalt
Ain’t My Bitch wird von James Hetfield aus der Perspektive des lyrischen Ichs gesungen. Dabei singt er von einem Problem, das er metaphorisch als „Bitch“ bezeichnet, und dem er keine Aufmerksamkeit schenken will. Er wolle sich nicht länger mit dem Problem beschäftigen, da es ihn nur runterziehe und keinen Nutzen habe. Zudem habe er keine Schuld an der Situation und versucht mit aller Macht, die Gedanken daran aus seinem Kopf zu vertreiben. Dabei wird nicht klar, ob es sich bei dem Problem um eine Person handelt.

“Dragging me down, why you around?

So useless, It ain’t my fall

It ain’t my call, it ain’t my bitch”

## Produktion
Der Song wurde von dem US-amerikanischen Musikproduzenten Bob Rock zusammen mit den Metallica-Mitgliedern James Hetfield und Lars Ulrich produziert. Die beiden letzteren fungierten zudem als Autoren. Kirk Hammett verwendete eine Slide-Gitarre für sein Solo im Lied.

## Rezeption
In Rezensionen zum zugehörigen Album Load wurde der Song unter anderem als ein „Highlight“, das sich „durchaus hören lassen“ könne, bezeichnet.